# Pulverturm (Templin)

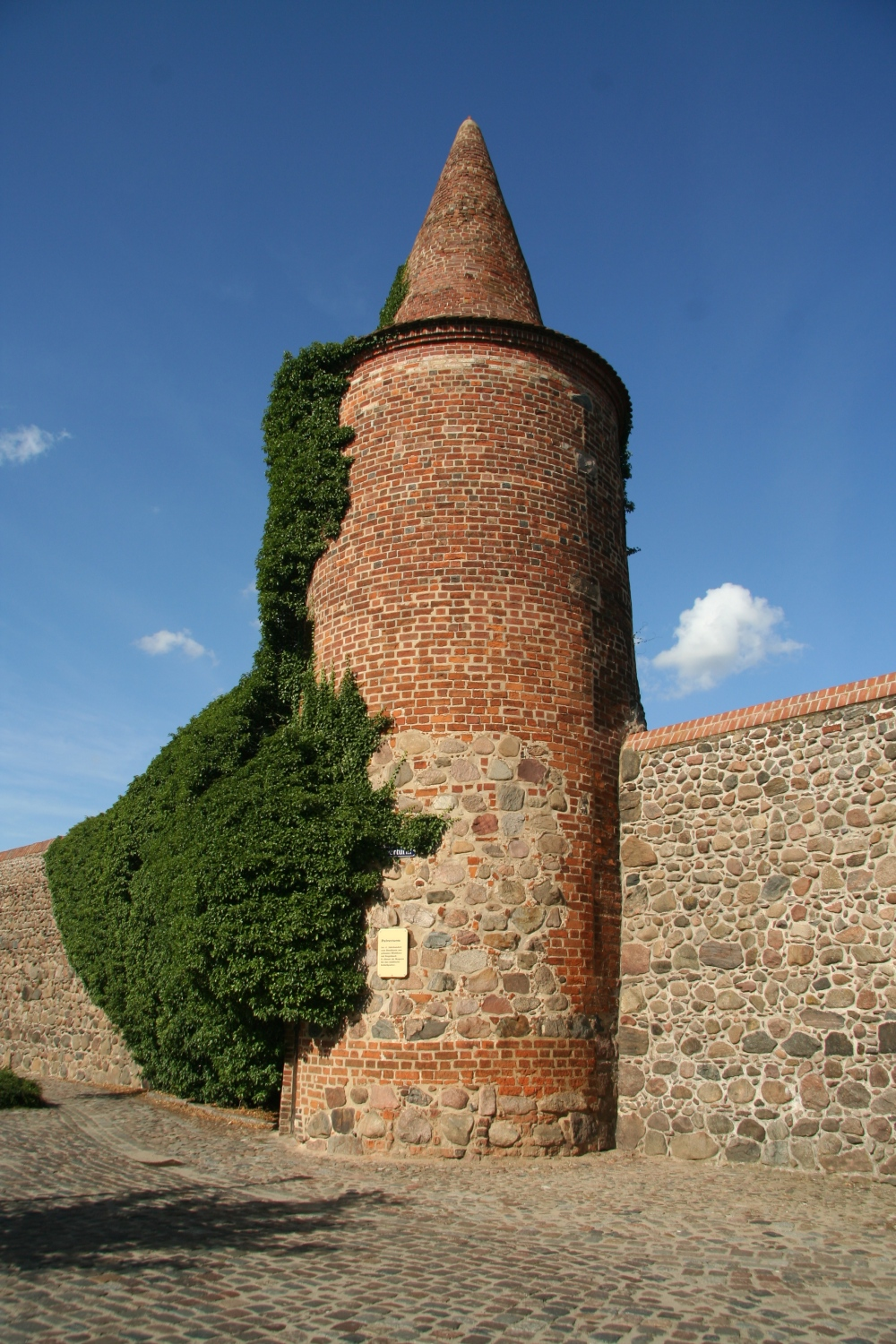
Pulverturm, 2009

Der Pulverturm ist ein Turm der denkmalgeschützten Stadtbefestigung von Templin in Brandenburg.
Er befindet sich im östlichen Teil der Templiner Altstadt unweit des Prenzlauer Tors. Der Turm entstand im frühen 15. Jahrhundert aus einem älteren halbkreisförmig angelegten Wiekhaus der Templiner Stadtbefestigung. Er ist aus Backstein errichtet und wird von einem massiv gemauerten Kegelhelm bedeckt. Durch das gemauerte Dach war er nicht entflammbar und diente als Pulverturm zur Aufbewahrung von Schießpulver.